# Molophilus monstrosus
Molophilus monstrosus är en tvåvingeart som beskrevs av Mendl 1974. Molophilus monstrosus ingår i släktet Molophilus och familjen småharkrankar. Inga underarter finns listade i Catalogue of Life.